# Joelle Murray
Pour les articles homonymes, voir Murray.
Joelle Murray est une footballeuse internationale écossaise, née le 7 novembre 1986. Elle évolue au poste de défenseur en équipe nationale et au poste de milieu de terrain dans son club de toujours, Hibernian.

## Biographie

### En club
Elle commence sa carrière en jouant dans des clubs locaux de garçons. À l'âge de 12 ans, date à laquelle le football mixte est interdit en Écosse, elle rejoint la formation de jeunes des Hibernian.
Elle joue alors dans toutes les équipes de jeunes, et joue depuis toujours dans le même club.

### En sélection
Elle reçoit sa première sélection en équipe d'Écosse le 26 août 2007, contre la Belgique (victoire 3-2).
Elle participe avec l'équipe d'Écosse au championnat d'Europe 2017 organisé aux Pays-Bas, puis à la Coupe du monde 2019 qui se déroule en France.

## Palmarès
- Championnat d'Écosse féminin :
  - Championne (3) : 2004, 2006 et 2007
  - Vice-championne (6) : 2008, 2013, 2015, 2016, 2017 et 2018

- Coupe d'Écosse féminine : 
  - Vainqueur (8) : 2003, 2005, 2007, 2008, 2010, 2016, 2017 et 2018
  - Finaliste (3) : 2011, 2013 et 2015

- Premier League Cup : 
  - Vainqueur (7) : 2005, 2008, 2011, 2016, 2017, 2018 et 2019
  - Finaliste (4) : 2007, 2009, 2014 et 2015